# 伊尼什曼島

位於島中央的石城古蹟

伊尼什曼島是愛爾蘭的島嶼，位於大西洋海域，由戈爾韋郡負責管轄，屬於阿倫群島的一部分，面積9.12平方公里，最高點海拔高度79米，2011年人口157人。
53°05′N 9°35′W / 53.083°N 9.583°W